# Estimata dhaulagirii
Estimata dhaulagirii là một loài bướm đêm trong họ Noctuidae.